# Гемюнден ам Майн
Гемюнден ам Майн (на немски: Gemünden am Main; Gemünden a.Main) е град в Долна Франкония в Бавария, Германия с 10 204 жители (към 31 декември 2016). Намира се на река Майн. Градът е държавно признат като курорт за почивка.
Гемюнден е споменат за пръв път в документ през 1243 г. В града се намира манастир „Шьонау“, основан през 1189 г. от Филип фон Тюнген.
- Старото кметство в Гемюнден
- Руина Шеренбург в Гемюнден
- Манастир Шьонау в Гемюнден
- Мост в Гемюнден